# Саарпфальц (район)
Саарпфальц (нем. Saarpfalz) — район в Германии. Центр района — город Хомбург. Район входит в землю Саар. Занимает площадь 418 км². Население — 149,3 тыс. человек (2010). Плотность населения — 357 человек/км².
Официальный код района — 10 0 45.
Район подразделяется на 7 общины.

## Города и общины
1. Хомбург (43 674)
2. Санкт-Ингберт (37 225)
3. Блискастель (22 001)
4. Бексбах (18 157)
5. Мандельбахталь (11 377)
6. Киркель (10 041)
7. Герсхайм (6870)

(30 июня 2010)